# 斯哈斯特兰
斯哈斯特兰（荷蘭語：Scharsterland；西弗里斯兰语：Skarsterlân）是荷蘭的一個已經撤銷的市镇，位於荷蘭北部的弗里斯兰省。斯哈斯特蘭設立於1984年，2014年被併入德弗里瑟梅伦。